# Dominación china de Vietnam
La dominación china de Vietnam (en vietnamita: Bắc thuộc; en chino: 北屬, lit. 'perteneciente al norte') Una cuarta invasión punitiva relativamente breve de 20 años por parte de la dinastía Ming, 400 años más tarde, suele ser excluida por los historiadores en la discusión del período principal, casi continuo, de la colonización china desde el año 111 a. C. hasta el año 938 d. C., al igual que la breve ocupación del norte de Vietnam por parte de las fuerzas chinas al final de la Segunda Guerra Mundial.
- Primera dominación china de Vietnam (111 a. C.-39 d. C.) Incursiones imperiales chinas, seguidas por la guerra Han-Nanyue. (111 a. C.), estableció el dominio Han-Chino en Vietnam. Esto fue interrumpido brevemente por la revuelta de las Hermanas Trưng (40-43 d. C.).
- Segunda dominación china de Vietnam (43-544) terminó con la revuelta de Lý Nam Đế quien lideró una rebelión aprovechando el desorden interno en China y la debilidad de la menguante dinastía Liang. Esto aseguró 60 años de independencia para Vietnam, pero tras el cambio de régimen y la consolidación del poder en China, la nueva dinastía Sui envió un ejército abrumadoramente grande al sur Guerra de Ly-Sui para restablecer el control sobre Vietnam Septentrional en 602.
- Tercera dominación china de Vietnam (602-938) comenzando con la abdicación pacífica del sucesor de Lý ante la abrumadora cantidad de chinos, y marcada por el afianzamiento de la administración mandarina. El período concluyó con el colapso interno de la dinastía Tang y la destrucción por parte de Ngô Quyền de la armada del sur de Han en la armada naval Batalla del río Bach Dang (938).
- Cuarta dominación china de Vietnam (1407-1427) una ocupación de 20 años por el ejército de la dinastía Ming, de la derrota vietnamita en la Ming-Hồ (1406-1407) a la rebelión vietnamita y la derrota de Lê Lợi de los chinos en la batalla de Tốt Động-Chúc Động y batalla de Chi Lăng-Xương Giang. (1427).

## Extensión geográfica e impacto
Los cuatro períodos de colonización u ocupación china no corresponden a las fronteras modernas de Vietnam, sino a Vietnam como entidad cultural. Durante los primeros tres períodos de dominación china, la sociedad vietnamita se encontraba principalmente en la parte norte del Vietnam moderno. Diez siglos de colonización china dejaron una huella demográfica considerable, con el asentamiento de un gran número de personas de etnia han-china, mientras se abría Vietnam para el comercio. aunque el tercer período (603-939) fue más armonioso.
Además de la administración, y haciendo del chino el idioma de la administración, el largo período de dominación china introdujo técnicas chinas de construcción de diques, cultivo de arroz, y ganadería. La cultura china, que se estableció entre la clase mandarina de élite, siguió siendo la corriente dominante entre esa élite durante la mayor parte de los siguientes 1.000 años (939-1870) hasta la pérdida de la independencia bajo la Indochina francesa. Esta afiliación cultural a China seguía siendo cierta incluso cuando se defendía militarmente a Vietnam del intento de invasión, como contra el mongol Kublai Kan. Las únicas excepciones significativas a esto fueron los 7 años de la dinastía Hồ, fuertemente antichina que prohibió el uso del chino (entre otras acciones que desencadenaron la cuarta invasión china), pero luego, después de la expulsión de los Ming, el auge de la literatura vernácula (chữ nôm) Aunque 1.000 años de dominio chino dejaron muchos rastros, la memoria colectiva del período reforzó la independencia cultural y luego política de Vietnam.